# Danyel Gérard
Danyel Gérard, nato Gérard Daniel Kherlakian (Parigi, 7 marzo 1939), è un cantante e compositore francese.

## Biografia
Nato a Parigi da padre armeno e madre italiana, è cresciuto anche in Brasile, a Rio de Janeiro. Nel 1953 è tornato a Parigi e ha iniziato a cantare in un gruppo rock and roll. La sua prima registrazione è datata 1958 ed è rappresentata da Veins, una cover del brano When dei Kalin Twins. Insieme a Richard Anthony, Claude Piron e Gabriel Dalar è diventato uno dei più importanti interpreti di rock and roll francesi.
Dal 1959 al 1961 si è trovato in Nord Africa per adempiere agli obblighi militari. Al suo ritorno è tornato alla musica e a scrivere per altri artisti, come Johnny Hallyday, Sylvie Vartan, Dalida, Caterina Valente e altri.
Ha partecipato al Festival di Sanremo 1965 interpretando in abbinamento con Robertino il brano Mia cara, eliminato dopo la prima esecuzione.
Nel 1971 ha riscosso successo con Butterfly, un singolo che ha venduto circa 7 milioni di copie nel mondo e che ha raggiunto le prime posizioni di tutte le classifiche europee. La canzone ha avuto un buon successo anche negli Stati Uniti ed è stata tradotta in molte lingue.
Gérard ha avuto successo in Francia fino alla fine degli anni settanta.